# Седьмой континент
«Седьмо́й контине́нт» — российская компания розничной торговли, владелец одноимённой сети продовольственных магазинов. Штаб-квартира — в Москве. Основана в 1994 году, упразднена в 2017 году.

## Собственники и руководство
Основные владельцы — предприниматель Александр Занадворов (74,81 %), фонд семьи экс-губернатора Тульской области Владимира Груздева (10 %). Некоторая[какая?] часть акций компании торговалась на биржах РТС и ММВБ. До ноября 2007 года крупный пакет акций компании «7К инвест-холдинг» (до февраля 2008 владевшей 74,81 % ОАО «Седьмой континент») принадлежал депутату Государственной думы Владимиру Груздеву.
Председатель совета директоров компании — Владимир Сенькин, генеральный директор — Анатолий Подлесов

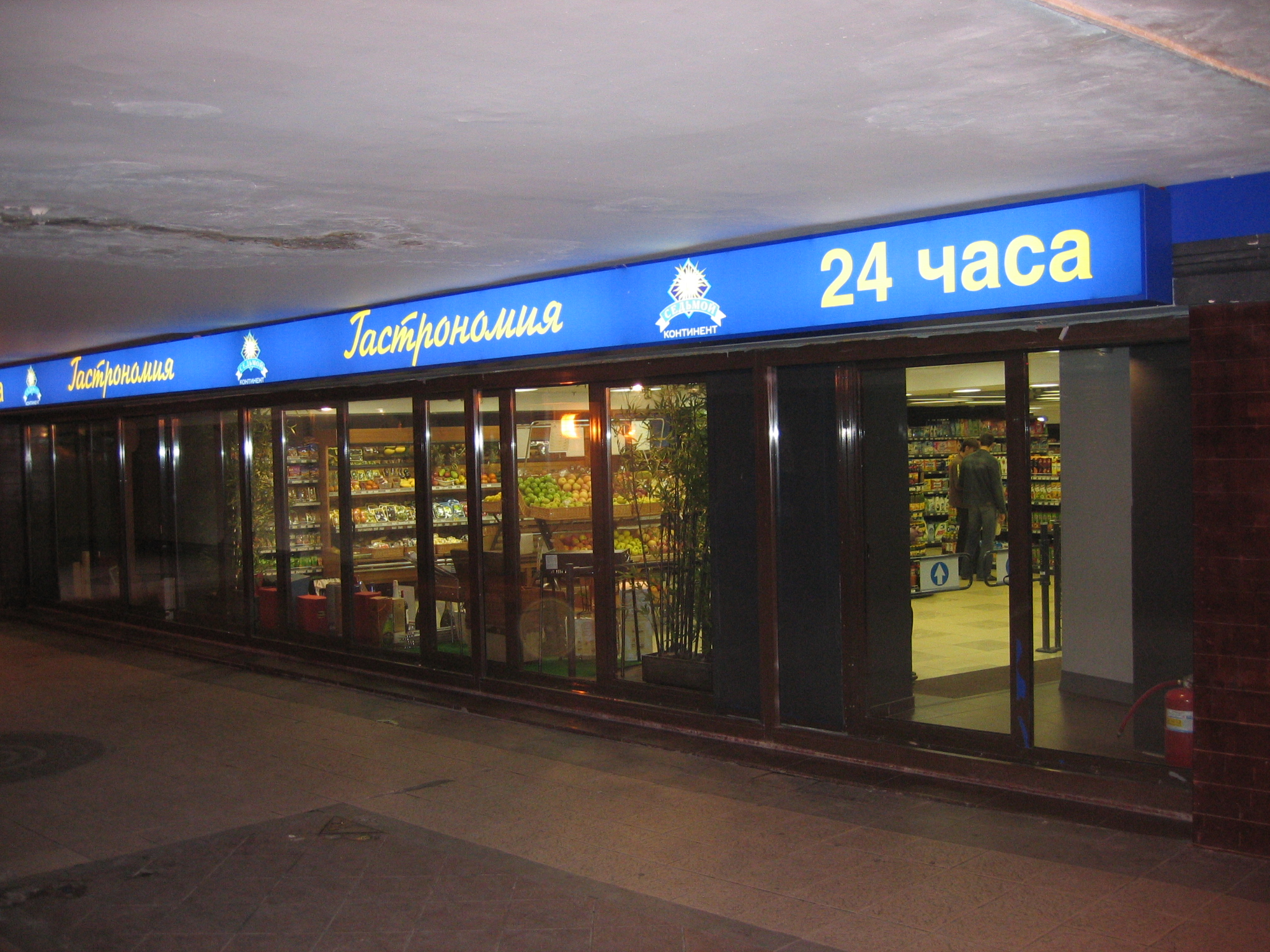
Супермаркет «Седьмой континент»

## Деятельность
Магазины сети на начало 2016 года представлены в двух форматах — супермаркеты «Седьмой Континент» (138 магазинов) и гипермаркеты «Наш» (21 магазин). Всего в сеть ОАО «Седьмой Континент» входит 209 магазинов в Москве и Московской области, а также в Калининграде, Перми, Белгороде, Вологде, Иваново, Нижнем Новгороде, Обнинске, Рязани, Челябинске, Ростове-на-Дону и Ярославле.

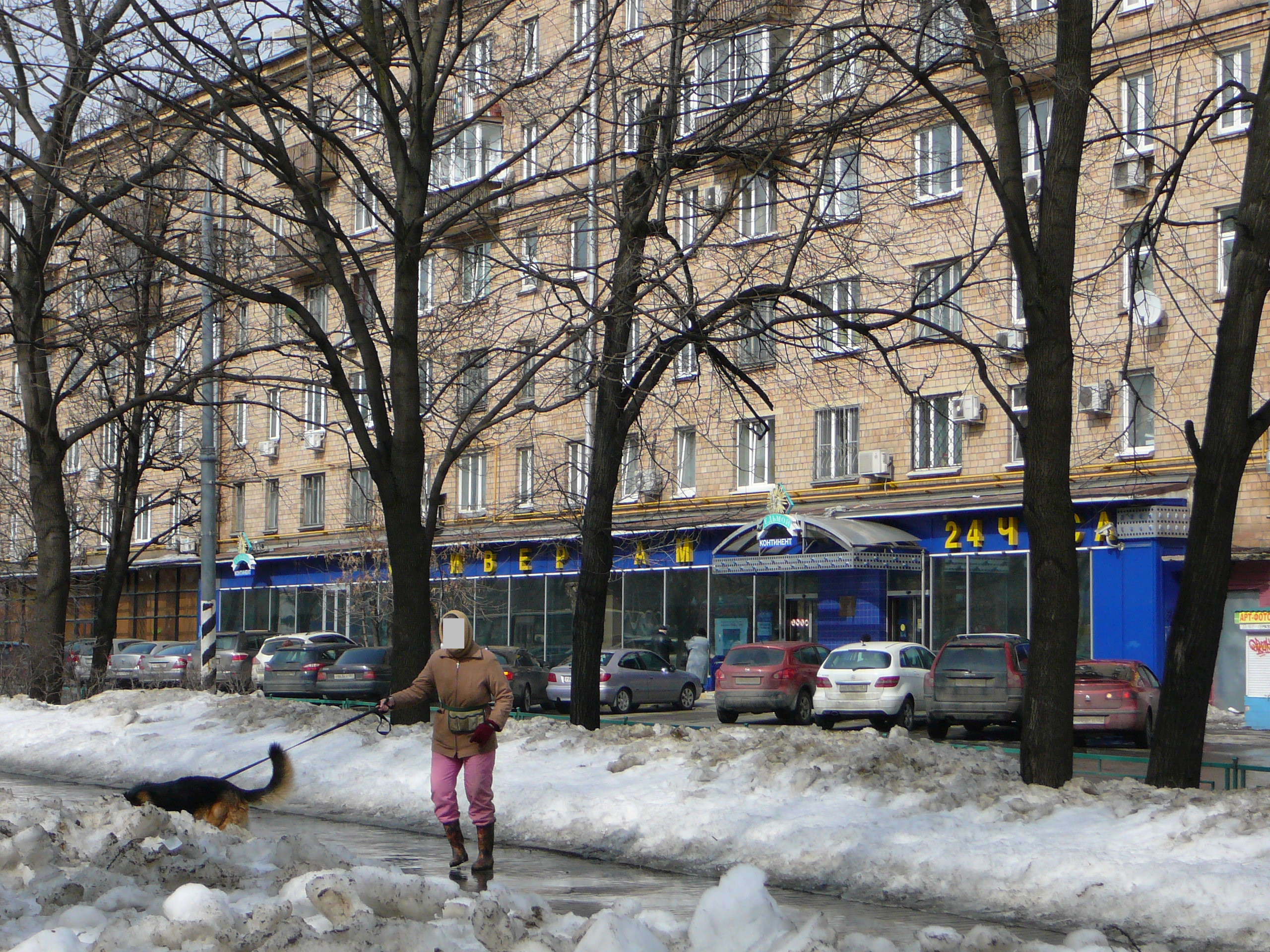
Вид на магазин Седьмой Континент в Москве (2013)

По итогам 2014 года выручка ОАО «Седьмой континент» составила 54,175 млрд рублей.
В конце декабря 2008 года вошла в список компаний, которые получат господдержку в период кризиса.

## Закрытие магазинов сети
В августе 2016-го в «Седьмой континент» пришёл новый гендиректор Анатолий Подлесов, задачей которого было в том числе оптимизировать бизнес и сократить сеть с 156 магазинов до 120 за счет неэффективных точек, преимущественно в регионах. C этого момента началась продажа прав аренды магазинов и бренда «Седьмой континент». Планируется, что при этом сами помещения как супермаркетов, так и гипермаркетов остаются в собственности структур Занадворова. Помещения займут магазины X5 Group «Пятёрочка», «Дикси», «Виктория» и гипермаркеты «Мегамарт». Eще 18 гастрономов в «знаковых местах центра Москвы» (включая супермаркеты на Большой Лубянке, Смоленской площади, Манежной площади и улице Серафимовича) закрылись и достались «Азбуке вкуса». Все 14 гипермаркетов «Наш» арендует сеть «Лента». Карты лояльности «Путеводитель по скидкам» недействительны в новых сетевых магазинах «Азбука вкуса» и «Лента». Данные бренды используют свои собственные системы лояльности, не имеющие отношения к ликвидированной сети «Седьмой континент и Гипермаркет Наш». Сама марка «Седьмой континент» вместе с правами аренды ещё 37 супермаркетов, а также розничные остатки товара получит холдинг «Сладкая жизнь» (дистрибьютор и франчайзи Spar, Eurospar и Spar Express). От продажи этой недвижимости Занадворов получит — 75 % от суммы сделки. Остальные 25 % получит Сбербанк, так как вся недвижимость, принадлежащая бизнесмену, находится в кредитном залоге у Сбербанка и его структур. Закрытие всех магазинов сети «Седьмой континент» осуществилось в ноябре 2017 года.

## Критика
В средствах массовой информации компания критиковалась за торговлю продуктами с истекшим сроком годности. В частности, в 2010 году Головинский районный суд прямо запретил «Седьмому континенту» торговать просроченными продуктами, в 2011 году Роспотребнадзором было сообщено о проведенной, по поручению Генеральной прокуратуры России, проверке в отношении ОАО «Седьмой Континент»:

Всего проверками было охвачено 85 магазинов торговой сети ОАО «Седьмой континент» в 10 административных округах города Москвы. Во всех 85 проверенных предприятиях торговли ОАО «Седьмой Континент» были выявлены грубые нарушения требований санитарно-эпидемиологического законодательства и законодательства в области защиты прав потребителей…— Роспотребнадзор
В конце 2012 года, по сообщению информагентств, со ссылкой на Управление Роспотребнадзора, предприятие торговли ОАО «Седьмой Континент» лидировало по количеству обращений граждан, сообщивших о нарушениях в сфере торговли и обслуживания.